# Raoulia catipes
Raoulia catipes là một loài thực vật có hoa trong họ Cúc. Loài này được (DC.) Hook.f. miêu tả khoa học đầu tiên.